# Pałac Charlottenburg
Pałac Charlottenburg (niem. Schloss Charlottenburg) – zespół pałacowo-parkowy w Berlinie-Charlottenburgu, uważany za jeden z najpiękniejszych zespołów architektonicznych Berlina. Nazwę nadał król Fryderyk I Pruski w 1705 na cześć zmarłej żony Zofii Charlotty Hanowerskiej; pierwotną nazwą był Lietzenburg (od wsi Lietzow, znajdującej się w miejscu obecnej dzielnicy).

## Historia zespołu pałacowo-parkowego
W 1695 na terenach położonych w zakolu Sprewy nieopodal miejscowości Lutzow (też: Lietze), na północny zachód od Berlina, rozpoczęto budowę letniej rezydencji Hohenzollernów. Barokowa budowla, wznoszona według projektu niderlandzkiego architekta Johanna A. Neringa, była prezentem elektora Brandenburgii, margrabiego Fryderyka III Hohenzollerna dla jego żony Zofii Charlotty. Budowę centralnej części założenia (tzw. Stary Pałac lub Stary Zamek) ukończono w 1699, natomiast prace nad kopułą trwały do 1712. Przebywając z wizytą u swojej kuzynki, księżnej Orleańskiej, Zofia Charlotta zapoznała się z „francuskim” stylem urządzania ogrodów, którego przedstawicielem był André Le Nôtre. Zachwycona nową modą, w 1697 zleciła jego uczniowi, Siméonowi Godeau, zadanie zaaranżowania w tym stylu parku pałacowego w Charlottenburgu.
Gdy w 1701 elektor przybrał tytuł króla Prus jako Fryderyk I, nowa rezydencja okazała się zbyt skromna dla królewskiego dworu. Pod kierunkiem szwedzkiego architekta Johanna F.E. von Göthe przeprowadzono w latach 1701–1713 jej rozbudowę. Nawiązując do wzorów wersalskich, do głównego korpusu dostawiono od frontu dwa prostopadłe skrzydła, tworząc w ten sposób dziedziniec honorowy. Natomiast w 1709 dobudowano po lewej stronie skrzydło tzw. Nowej Oranżerii. Zofia Charlotta zmarła w 1705 w wieku zaledwie 37 lat. Pragnąc uczcić jej pamięć Fryderyk nazwał swą rezydencję „Charlottenburgiem”.
Po śmierci Fryderyka I dalsze prace przy obiekcie zostały wstrzymane. Jego następca Fryderyk Wilhelm I swe zainteresowania skupiał na gospodarce i sztuce wojennej, a nie na architekturze; dopiero jego syn, a wnuk Fryderyka I, Fryderyk II Wielki – intelektualista, miłośnik sztuki, literatury i filozofii, po wstąpieniu na tron pruski zlecił rozbudowę Charlottenburga. W latach 1740–1746 pod kierunkiem Georga W. von Knobelsdorffa powstał tzw. Nowy Pałac, usytuowany symetrycznie względem skrzydła Nowej Oranżerii, utrzymany już w stylu rokoko.
Bratanek i następca Fryderyka Wielkiego, Fryderyk Wilhelm II kontynuował rozbudowę zespołu. Kazał m.in. wyposażyć część pomieszczeń w ogrzewanie, by można było mieszkać w nich również w zimie. Na jego polecenie Carl Gotthard Langhans wzniósł przed pałacem tzw. Małą Oranżerię, w przedłużeniu Nowej Oranżerii – teatr, zwany dziś Teatrem Langhansa, a w parku nad Sprewą gustowny, klasycystyczny Belweder (1788-1790).
Po śmierci królowej Luizy w 1810 jej mąż, kolejny władca Prus Fryderyk Wilhelm III postanowił wznieść jej mauzoleum w ukochanym przez nią Charlottenburgu. Pierwotny budynek zbudowany został wg projektu Karla F. Schinkla. Ten sam architekt zaprojektował wzniesiony w 1825 letni dom dla Fryderyka Wilhelma III u skraju Nowego Pałacu – tzw. dziś Pawilon Schinkla. Również na początku XIX w. część ogrodów pałacowych przekształcono w park w stylu angielskim.
Charlottenburg służył królom Prus do śmierci Fryderyka Wilhelma IV w 1861. Później opustoszały pałac znacjonalizowano. Podczas II wojny światowej zarówno zabudowania, jak i park znacznie ucierpiały na skutek bombardowań. W 1945 w budynku mieścił się sztab 1 Dywizji Piechoty im. Tadeusza Kościuszki. Odbudowę zakończono dopiero w 1966, natomiast pieczołowita rekonstrukcja poszczególnych komnat trwała do początków XXI wieku. Obecnie znaczna część budowli przeznaczona jest na cele muzealne. Do zwiedzania udostępnione są Stary i Nowy Pałac, Pawilon Schinkla, Belweder i Mauzoleum Królowej Luizy.